# Puente Limpapeh
El puente Limpapeh (en indonesio: Jembatan Limpapeh) es un puente sobre la calle Ahmad Yani, Bukittinggi, en la provincia de  Sumatra Occidental, al oeste del país asiático de Indonesia. Este puente tiene una longitud de 90 metros y una anchura de 3,8 metros. La fortificación llamada Fuerte de Kock  está conectada al zoológico Bukittinggi por este puente.